# Lijst van handelsposten en nederzettingen van de VOC
Hieronder de lijst van handelsposten in het bezit van de Vereenigde Oostindische Compagnie.

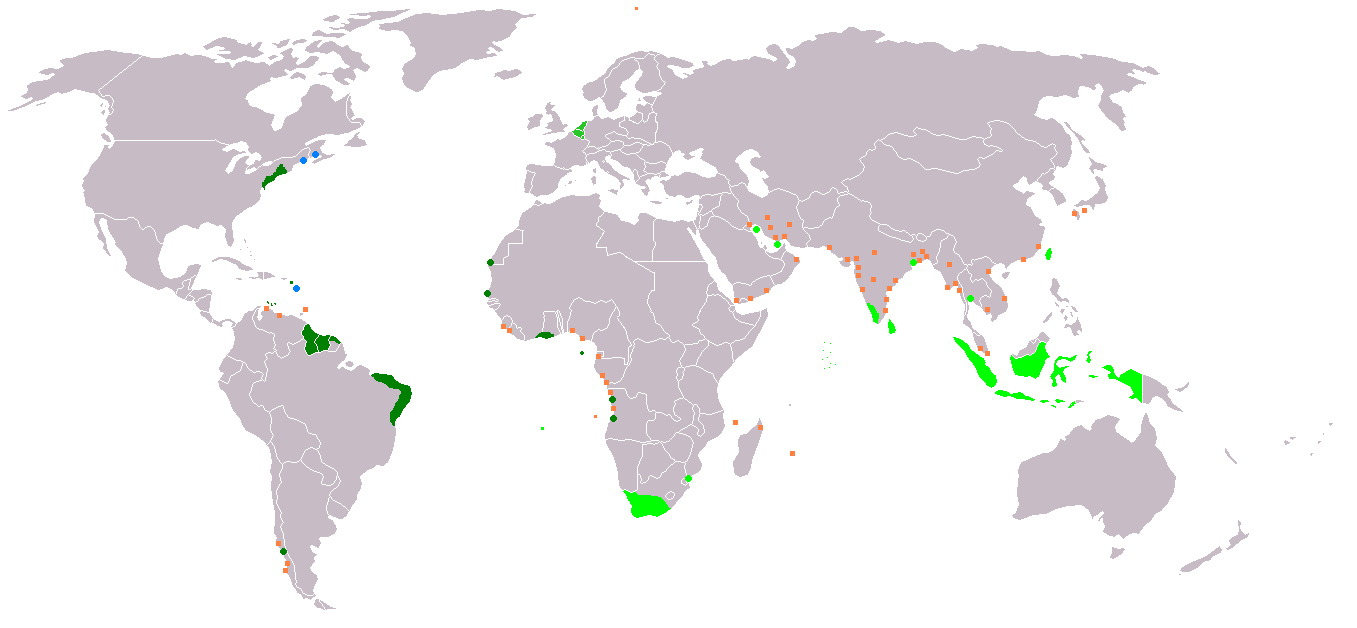
Onvolledige kaart van Nederlands kolonies (groen) en handelsposten (oranje)

## Afrika

### Sint Helena
- Sint Helena

### Zuid-Afrika
- Kaap de Goede Hoop (Nederlandse Kaapkolonie): 1652-1806[1]

### Mozambique
- Delagoabaai: Fort Lydsaamheid (januari 1721 - 23 december 1730)[2]

### Madagaskar
- Baai van Antongil:  1641/2 - 1646/7

### Mauritius
Mauritius (1638-1658 / 1664-1710)

## Midden-Oosten

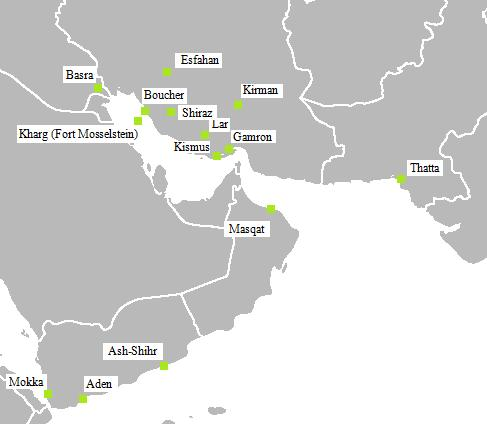
Handelposten van de VOC in het Midden-Oosten

### Yemen
- Al Mukha (Mokka), (1620-16.. / 1697-1757)
- Aden, (1614-1620)
- Al-Shihr (1616)

### Oman
- Masqat (1672-1675)

### Irak
- Basra (1645-1646, 1651,  1723-1752)

### Perzië(Iran)
- Bushehr of Bushire (1737-1753)
- Isfahan (of Esfahan) (1623-1747)
- Bandar-e Abbas (of Gamron) (1623-1766)
- Kharg, Fort Mosselstein (1750-1766)
- Bandar-e Kong (1665-1753)
- Kismus - (1684- ??)
- Shiraz

### Pakistan
- Sindi of Tatta (1632-1757)

## Zuid-Azië

### Bangladesh
- Dhaka
- Rajshahi

### India
- Suratte (1616-1795)
- Agra (1621-1720)
- Burhanpur
- Kanpur (1650-1685)
- Ahmadabad (1617-1744)
- Bharuch (of Brochia, Broach)
- Vengurla (1637-1685)

#### Malabar(zuidelijk deel van de westkust van Indie)[4]
- Cranganore or Cranganor (Kodungallor) (1662) (veroverd op Portugal)
- Cochin de Cima (Pallippuram) (1661) (veroverd op Portugal)
- Cochin, Cochin de Baixo or Santa Cruz (1663) (veroverd op Portugal)
- Quilon (Coylan) (1661) (veroverd op Portugal)
- Cannanore (1663-1790) (veroverd op Portugal)
- Kundapura (1667- ca.1682)
- Kayamkulam (ca. 1645)
- Ponnani (ca. 1663)

#### Coromandel(Oostkust van India)[5]
- Golkonda (1662-ca 1733)
- Bimilipatnam,(1687-1795/ 1818-1825) veroverd door de Engelsen; nu Bheemunipatnam
- Jaggernaikpoeram (1734-1795/ 1818-1825) veroverd door de Engelsen; nu Kakinada
- Daatzeram (1633-1730); nu Drakshawarama
- Nagelwanze (1669-1687); nu Nagulavancha
- Palikol soms ook Palakollu, of Palacole (1613-1781/ 1785-1795/ 1818-1825) veroverd door de Engelsen.
- Masulipatnam(1605-1756)
- Petapoeli (1606-1668); nu Nizampatnam
- Paliacatta (1610-1781/ 1785-1795/ 1805-1825) Casteel Geldria, afgestaan aan de Engelsen 1825; nu Pulicat
- Sadraspatnam (1654-1757/ 1785-1795), Fort Sadras, afgestaan aan de Engelsen 1825
- Tierepopelier (1608-1625); nu Thiruppapuliyur of Tirupapuliyur
- Tegenapatnam, Kudalur (1647-1758); nu Cuddalore
- Porto Novo (1608-1825 (1 June)) veroverd door de Engelsen; nu Parangipettai
- Negapatnam(1658-1781) Fort Vijf Sinnen, veroverd door de Engelsen 1781.
- Tuticorin of Tutucorim (1658); nu Thoothukudi
- Travancore

Laatste twee vielen oorspronkelijk onder bestuursregio/commandement Ceylon maar liggen echt op het Indiase subcontinent:
- Caab Commorijn, nu Kanyakumari
- Cotatte, nu Nagercoil

### Ceylon[6](HuidigSri Lanka)

#### Provincie (dessavonie of disavanii) Colombo
- Colombo (1656-1796); Fort Colombo
- Tuticorin - technisch in India (zie boven) maar heeft vanwege de handelsroute onder commandement Ceylon gevallen
- Calpentijn (nu Kalpitiya), Fort Calpentijn
- Negombo, Fort Negombo

#### Commandement Jaffnapatnam
- Jaffna (patnam), vanaf 1658. Fort Jaffna en Fort Hammenhiel.
- Manaar (nu Mannar, vanaf 1658. Fort Manaar.
- Trincomalee, vanaf 1639; Fort Frederick en Fort Oostenburgh.
- Batticaloa, Fort Batticaloa

#### Commandement Galle
- Galle; bestuurscentrum van 1640-1656; Fort Galle
- Matara; Fort Matara en Sterfort van Matara

## Verre-Oosten

### Burma
- Mrohaung (Arakan) (1625-1665)
- Siriangh or Syriam (1635-1679); nu Thanlyin
- Ava (ca. 1635-1679)
- Martaban (ca. 1660-.)

### Thailand(Siam)
- Ayutthaya, hoofdkwartier 1613 - 1767.
- Patani (Pattani), trading house 1602 - 1623.
- Sangora (Songkhla), trading house 1607 - 1623.
- Ligor (Ligoor, now Nakhon Si Thammarat), trading house - 1756.

### Maleisië
- Malacca (1641-1824)

### Nederlands-Indië(Indonesië)
- Banjarmasin (tot 1809)[7]
- Batavia[8]

#### Molukken
- Ambon, Fort Victoria

### Vietnam
- Thǎng Long,  (Comptoir; 1636 - 1699)
- Hội An (Comptoir; 1636 - 1741)

### Taiwan
- Anping (Fort Zeelandia)
- Tainan (Fort Provincia)
- Wang-an, Penghu, Penghu (Fort Vlissingen; 1620-1624)
- Keelung (Fort Noord-Holland, Fort Victoria)
- Tamsui (Fort Antonio)

### China[9]
- Amoy ; nu Xiamen
- Kanton (1749-1803); nu Guangzhou
- Hoksieu (na 1662); nu Fuzhou

### Japan[10]
- Hirado (1609-1641)
- Deshima (1641-1853) tot de Amerikaan Matthew Perry Japan dwingt ook met andere landen handel te drijven; nu Nagasaki